# Diocesi di Rucuma
La diocesi di Rucuma (in latino Dioecesis Rucumensis) è una sede soppressa e sede titolare della Chiesa cattolica.

## Storia
Rucuma, nell'odierna Tunisia, è un'antica sede episcopale della provincia romana dell'Africa Proconsolare, suffraganea dell'arcidiocesi di Cartagine.
Sono due i vescovi documentati di questa diocesi. Luciano prese parte al concilio di Cartagine convocato il 1º settembre 256 da san Cipriano per discutere della questione relativa alla validità del battesimo amministrato dagli eretici, e figura al 43º posto nelle Sententiae episcoporum. Massimo intervenne al concilio antimonotelita di Cartagine del 646.
Dal 1933 Rucuma è annoverata tra le sedi vescovili titolari della Chiesa cattolica; dal 29 aprile 1997 il vescovo titolare è Thomas Maria Renz, vescovo ausiliare di Rottenburg-Stoccarda.

## Cronotassi

### Vescovi
- Luciano † (menzionato nel 256)
- Massimo † (menzionato nel 646)

### Vescovi titolari
- Jean-Joseph-Léonce Villepelet † (2 luglio 1966 - 10 dicembre 1970 dimesso)
- Patrick Fani Chakaipa † (15 ottobre 1972 - 31 maggio 1976 nominato arcivescovo di Salisbury)
- John Huston Ricard, S.S.J. (25 maggio 1984 - 20 gennaio 1997 nominato vescovo di Pensacola-Tallahassee)
- Thomas Maria Renz, dal 29 aprile 1997